# Tartu SK 10
El Tartu SK 10 fue un equipo de fútbol de Estonia que milita en la Esiliiga, la segunda liga de fútbol más importante del país.

## Historia
Fue fundado en el año 1995 en la ciudad de Tartu con el nombre FC HaServ Tartu e hizo su debut en la Esiliiga en el año 2012. En ese mismo año se fusionaron con el SK 10 Premium Tartu, adquirieron a su equipo filial y cambiaron su nombre por el que tienen actualmente.
El club desapareció al finalizar la temporada 2013 de la Esiliiga.

## Palmarés
- II Liiga Suroeste: 1

2011